# Арнольд, Дороти
До́роти Га́рриет Ками́лла Арно́льд  (англ. Dorothy Harriet Camille Arnold; 1 июля 1885, Нью-Йорк, США — пропала без вести 12 декабря 1910, там же) — американская светская львица и наследница парфюмерной компании.
Исчезновение Дороти Арнольд вызвало множество споров и слухов в американском обществе и стало одним из самых таинственных в истории США.

## Ранние годы
Дороти Арнольд родилась в 1885 году в Нью-Йорке, в американской зажиточной семье. Её отец — Фрэнсис Арнольд — был богатым предпринимателем, главой компании-импортёра парфюмерной продукции «F. R. Arnold & Co», а дядя по материнской линии — Руфус Уилер Пекхем — известным юристом, членом Верховного суда США. Как утверждал сам Фрэнсис Арнольд, его предки принадлежали к группе переселенцев с английского «барка Мейфлауэр», в 1620 году пересёкшего Атлантический океан и причалившего к берегам Северной Америки. К моменту инцидента, произошедшего с Дороти, её отцу было 73 года.
В 1905 году Дороти окончила престижный женский колледж Брин Маур. Она владела несколькими иностранными языками и собиралась стать писательницей. К декабрю 1910 года из-под пера Арнольд вышло несколько произведений, последним из которых был рассказ «Листья лотоса». За жизнью молодой девушки пристально следили журналисты. Как отмечала пресса, Арнольд находилась «на вершине своей молодости, богатства, была особенно популярна, перспективна и с виду абсолютно счастлива».
На момент происшествия Дороти Арнольд жила в доме по 79-й Восточной улице Манхэттена с родителями, старшим братом Джоном (р. 1883), младшей сестрой Марджори (р. 1892) и братом Хинкли, который также был на несколько лет моложе её.

## Исчезновение

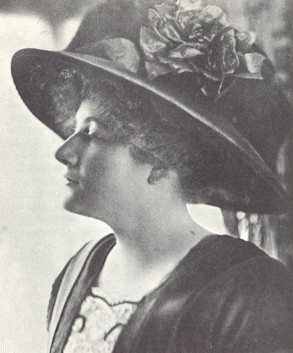
Дороти Арнольд. Фотография 1910 года

### Выход из дома
В 11 часов утра 12 декабря 1910 года Дороти Арнольд вышла из своей комнаты, находившейся на втором этаже дома Арнольдов, и спустилась по лестнице вниз. Здесь, в главном зале, её встретила мать, которой Дороти сообщила, что отправляется за покупкой платья для предстоящей вечеринки-чаепития, организуемой её сестрой Марджори. Сама вечеринка была назначена на 17 декабря.
Перед уходом дочери мать Арнольд предложила составить девушке компанию, но Дороти вежливо отказалась. Впрочем, это было неудивительно, учитывая то, что её мать была тяжело больна и редко покидала пределы дома. Впоследствии госпожа Арнольд вспоминала, что в ответ на предложение пойти с ней дочь сказала: «Нет, мама, не беспокойтесь. Вы чувствуете себя недостаточно хорошо, а я не испытываю никакой нужды в поисках неприятностей. Я не вижу в этом желания, но, если что-то задумаю, я вам позвоню».
Уходя, Дороти не брала с собой никакого багажа, а из денег у девушки имелось только 25 долларов наличными, в то время как её ежемесячное пособие, назначенное отцом, составляло 100 долларов. За день до этого она сняла 36 долларов в банке, чтобы присоединиться к подругам, собравшимся на ланч.
Как констатировала полиция со слов матери, в то утро на Дороти был надет сделанный на заказ синий саржевый костюм, длинное синее пальто, лазуритовые серьги и маленькая чёрная шляпка с линиями на полях, декорированная лазуритовой брошью и двумя искусственными розами. Кроме прочего, при ней была большая муфта.

### Пребывание в городе
По дороге на запад вдоль Пятой авеню Дороти встретилась с несколькими знакомыми. Впоследствии все они вспоминали, что Арнольд пребывала в прекрасном расположении духа и направлялась в сторону кондитерского магазина «Парк и Тилфорд» на углу Пятой авеню и 27-й улицы. Продавщица из «Парк и Тилфорд», у которой Дороти приобрела коробку шоколадных конфет с помощью кредита семьи Арнольд, тоже показала, что не заметила в поведении молодой женщины ничего необычного.
Последним местом, где Арнольд попала в поле зрения людей в тот день, стал книжный магазин Брентано на 26-й улице. Здесь она купила юмористическую книгу эпиграмм Эмили Кельвин Блейк «Заметки занятой девушки», которую также оплатила с помощью семейного кредита, и встретилась со своей подругой, Глэдис Кинг. Днём ранее Глэдис также получила приглашение на вечеринку Марджори. Поговорив с Кинг в течение нескольких минут, Дороти извинилась и, сославшись на обещание матери возвратиться домой к ужину, удалилась. На прощание она помахала Глэдис рукой. Это произошло в два часа дня, и с тех пор её никто не видел. Позже Кинг вспомнила: перед расставанием Дороти сообщила ей о том, что собиралась идти домой через Центральный парк. Впрочем, существует дальнейшая версия событий, согласно которой Арнольд, покинув книжный магазин, направилась в расположенную неподалёку туристическую фирму, где поинтересовалась графиками отправления пароходов из Нью-Йорка в Европу. Она также спрашивала сотрудников фирмы о расценках и графиках продаж, но в итоге ушла, не приобретя билета.

## Начало поисков
В тот день Дороти должна была встретиться с матерью на ужине в ресторане «Уолдорф-Астория». Поздним вечером, когда она так и не пришла на ужин, а впоследствии и не возвратилась домой к утру, её родители решили, что девушка провела ночь с мужчиной. Но когда Арнольд не появилась и к следующей ночи, они всерьёз обеспокоились. Первым делом члены семьи связались с друзьями дочери, но никто из них не знал, где она находится. Несмотря на это, Фрэнсис Арнольд не стал обращаться в полицию, опасаясь, что это нанесёт ущерб его престижу и привлечёт внимание общественности и прессы к сложившейся ситуации. По этой же причине, когда в дом Арнольдов позвонила одна из подруг Дороти, чтобы поговорить с ней, госпожа Арнольд солгала, что та лежит в постели с головной болью.
Решив оставить факт исчезновения дочери в секрете, семья прибегла к помощи адвоката и друга старшего брата Дороти, Джона, С. Кита. Первым делом Кит осмотрел комнату девушки, в которой не заметил ничего из ряда вон выходящего: все вещи в комнате, в том числе предметы одежды, оставались на своих местах. Адвоката заинтересовали некоторые детали: обнаруженные в камине сгоревшие листы бумаги, текст на которых, однако, был нечитаем, а также рекламные проспекты транспортных судов, занимавшихся перевозкой пассажиров из США в Европу. В течение трёх последующих недель Кит подал запросы во все больницы, тюрьмы и морги Нью-Йорка, а также Бостона и Филадельфии. Хорошо зная, как выглядела пропавшая девушка, он лично осматривал больных, заключённых и трупы, но женщин, похожих на Дороти, среди них так и не обнаружил.
Ещё меньший успех имело расследование, проведённое сотрудниками детективного Агентства Пинкертона: они посетили несколько нью-йоркских больниц и приютов, попытались связаться с друзьями и однокашницами девушки, но также безрезультатно. Европейские сыщики из Пинкертоновского агентства, в свою очередь, не упускали ни одного судна, прибывавшего в европейские порты из Нью-Йорка. Однажды группа женщин, совершивших трансатлантическую переправу, сообщила о том, что видела на борту своего лайнера девушку, похожую на Арнольд, но после проверки со стороны сыщиков их подозрения оказались ложными. В общей сложности услуги Агентства Пинкертона обошлись семье Арнольд в несколько тысяч долларов.

## Привлечение полиции

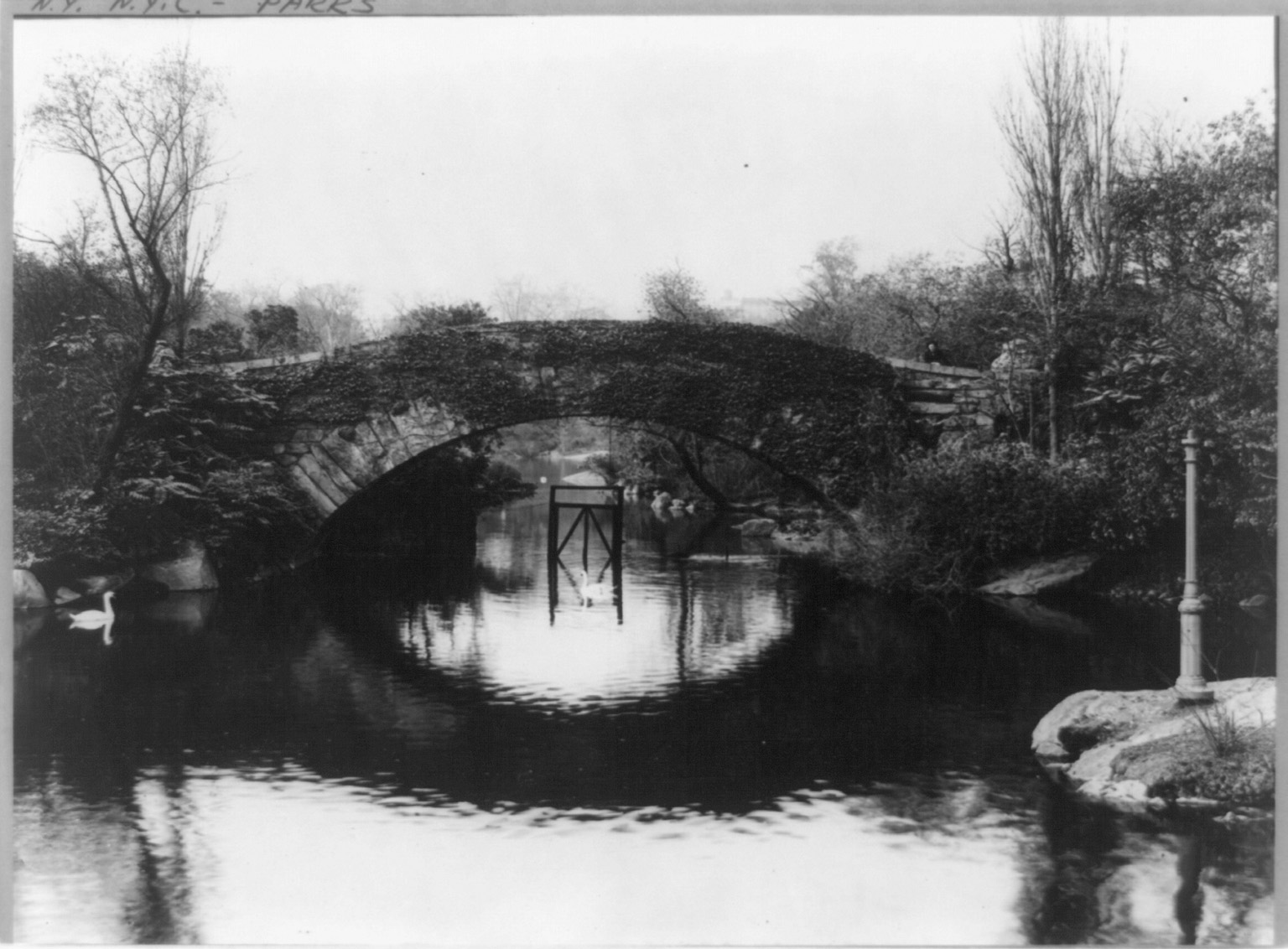
Вид на один из водоёмов Центрального парка начала XX века

Лишь спустя шесть недель после исчезновения Дороти Арнольд семья сообщила в полицию о произошедшем. Фрэнсис Арнольд пригласил в свой кабинет журналистов и провёл пресс-конференцию, в ходе которой предположил, что дочь, вероятно, подверглась нападению в Центральном парке, где и была убита. Тело девушки, по мнению отца, было брошено в одном из водоёмов парка (предположительно, в резервуар с водой). Рассматривая прочие версии пропажи Дороти, Фрэнсис Арнольд упомянул, что за месяц до произошедшего его дочь сбежала из дома и в течение недели жила с мужчиной, имени которого он не назвал и отказался предоставлять какую-либо информацию о нём. Несмотря на это, журналистам всё же удалось разыскать этого мужчину. Им оказался 40-летний инженер Джордж Гриском-младший.

Джордж Гриском-младший

Джордж Гриском жил на Главной улице в Филадельфии. Он был холост, тучен, проживал совместно с родителями. Знакомство между Грискомом и исчезнувшей девушкой было установлено за четыре года до случившегося. Вскоре после обнародования информации о пропаже Дороти Арнольд он узнал из газет, что о его связи с Арнольд стало известно общественности и полиции. Действительно, за месяц до того, как девушка исчезла, она солгала родителям, что едет в Бостон, чтобы посетить сокурсницу по Брин Маур, а на самом деле отправилась туда для встречи с Грискомом. В течение недели, проведённой в Бостоне, любовники жили в двух отелях, однако к концу недели их деньги кончились, и Дороти пришлось заложить в ломбард некоторые драгоценности, при этом сообщив своё имя. Именно благодаря сведениям, полученным от работников ломбарда, прессе удалось выйти на след Грискома.
Как на момент исчезновения, так и в разгар поисков Арнольд Гриском с родителями находился во Флоренции (в некоторых источниках ошибочно указывается Неаполь). 16 декабря 1910 года, ещё до установления контакта с полицией, Арнольды отправили ему телеграмму, с помощью которой пытались узнать, что могло быть известно Грискому о случившемся. Спустя некоторое время тот прислал ответ, сообщив о том, что не знает ничего о местонахождении Дороти. Тем не менее, мать девушки и её брат Джон, подозревая, что он мог быть причастен к пропаже Арнольд, вскоре связались с Ллойдом К. Грискомом, бывшим американским послом в Италии и родственником Джорджа. Прибыв во Флоренцию, 16 января мать и брат Дороти пришли в отель, где жил Гриском, и встретились с мужчиной лицом к лицу. При встрече Джон Арнольд набросился на него и угрожал убить, если тот не расскажет, где находится его сестра, но Гриском снова повторил, что не знает, где девушка, и передал её брату письмо от Арнольд, написанное незадолго до трагедии. В нём Дороти сообщала любовнику о своей депрессии на почве отказов литературного журнала МакКлюра и других аналогичных изданий от печати её рассказа «Листья лотоса». В конце письма были следующие слова: «Всё, что я могу видеть впереди — это долгий путь в никуда». По словам Грискома, он опасался, что Дороти покончит жизнь самоубийством.
Джон Арнольд содержанию писем между Грискомом и его сестрой не придал особенного значения и решил, что они должны быть уничтожены. После возвращения в США он и его мать объявили о том, что отношения Дороти и её любовника носили несерьёзный характер. Гриском, в свою очередь, по прибытии в США пообещал, что женится на девушке, если она обнаружится, и если на то дадут согласие её родители. Кроме того, Семья Гриском оказала значительную помощь в поисках Дороти Арнольд, оплатив размещение объявлений в европейских газетах.

## Продолжение поисков. Версии событий

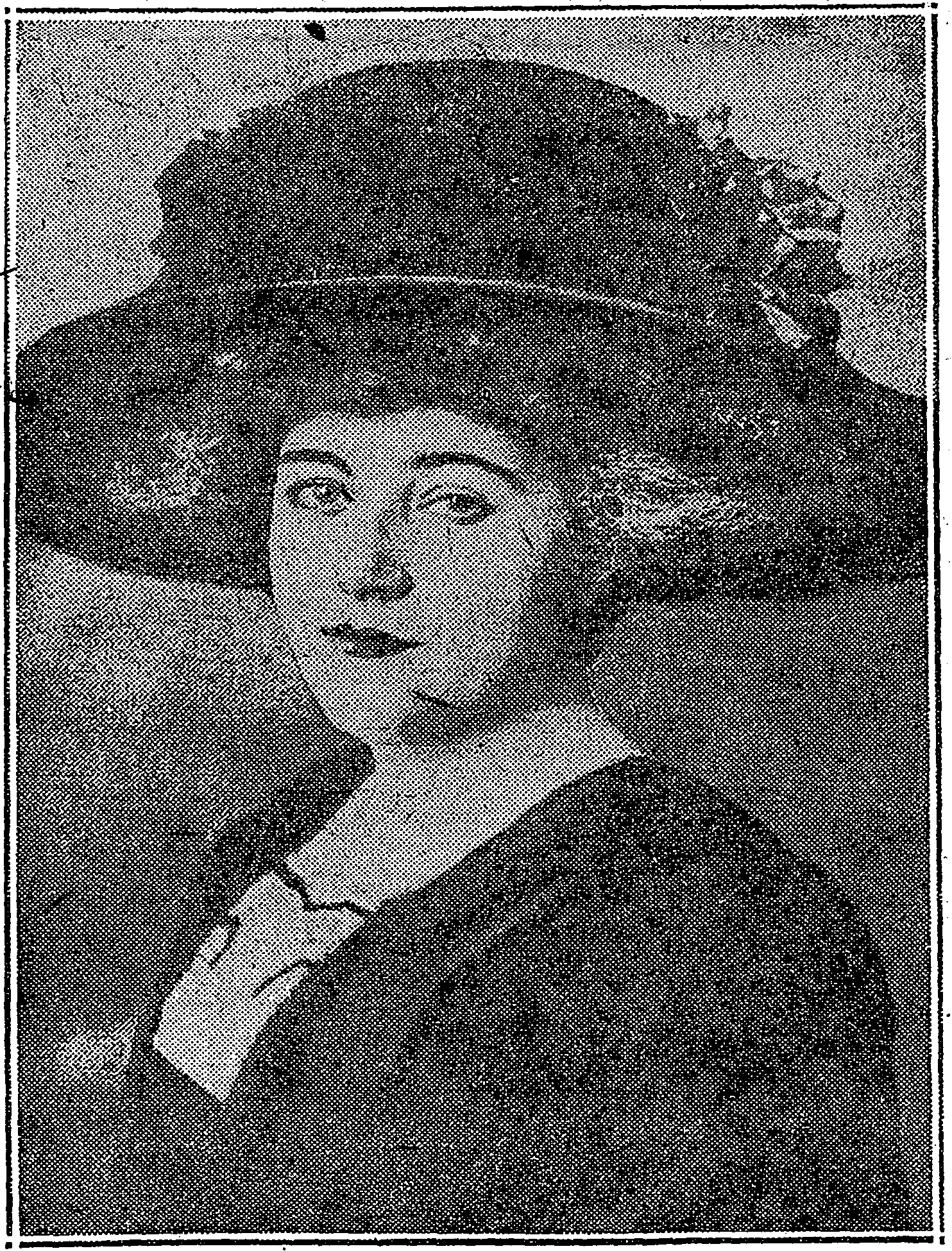
Портрет Дороти Арнольд, напечатанный в газете The New York Times

Тем временем как в США, так и в других государствах, куда просочилась информация о таинственной пропаже светской львицы, стали появляться самые разнообразные версии случившегося. Наиболее убедительным казалось предположение о том, что Дороти поскользнулась на обледеневшем тротуаре, ушибла голову и впала в амнезию, однако тщательная проверка всех манхэттенских больниц не выявила никаких следов Арнольд. Сторонники причастности Грискома полагали, что она, вероятно, умерла после неудачного аборта или же покончила жизнь самоубийством из-за отказа Грискома жениться на ней, как предполагали многие друзья Дороти. Другие говорили, что из-за внебрачной беременности Арнольд родители отправили её в Швейцарию, а поиски, проводимые ими, стали лишь тщательно спланированной инсценировкой.
На фоне откровенных слухов выделялись три основные и наиболее правдоподобные версии событий. Друзья и знакомые девушки склонялись к тому, что её пропажа так или иначе связана с Грискомом-младшим, однако полиция не нашла ни одного доказательства причастности этого человека к исчезновению молодой любовницы и не смогла опровергнуть тот факт, что 12 декабря Гриском находился за пределами США. Версия суицида на какой бы то ни было почве также не имела под собой никаких доказательств и веских аргументов, поскольку все люди, встречавшие Дороти в день исчезновения, отмечали её приподнятость в настроении, а на территории тщательно обследованного Центрального парка не нашлось никаких признаков суицида, равно как и убийства, что опровергало предположение Фрэнсиса Арнольда об убийстве Дороти в парке.

## Последствия

### Прекращение поисков
К концу 1910-х годов поиски Дороти Арнольд прекратились. Потративший на них в общей сложности порядка 100 000 долларов, к моменту своей смерти Фрэнсис Арнольд окончательно потерял веру в то, что его дочь жива. В своём завещании он указал, что считает Дороти мёртвой и по этой причине не оставляет ей какой-либо доли своего наследства. В 1922 году он ушёл из жизни. Спустя шесть лет — в 1928 году — скончалась госпожа Арнольд.

### Ложные «наблюдения»
Со всех уголков США неоднократно поступали сообщения о «наблюдениях» Дороти Арнольд, однако все они оказывались ложными.
- В 1916 году один из заключённых Род-Айленда, некто Эдвард Гленн Оррис, заявил, что некто, по описанию очень похожий на Грискома, заплатил ему 150 долларов за то, чтобы тот выкопал могилу для Арнольд в подвале одного из домов Вест-Пойнта. Смерть Арнольд, по словам заключённого, наступила в результате неудачного аборта. Несмотря на убедительность показаний этого человека, при проверке всех подвалов полиция не обнаружила ни в одном из них каких бы то ни было признаков наличия трупа[4][11].
- В 1921 году капитан Джон Х. Айерс, возглавлявший Нью-Йоркский городской департамент по поиску пропавших людей, во время выступления перед абитуриентами Высшей коммерческой школы заявил, что «правда об исчезновении Дороти Арнольд была в течение многих месяцев известна и семье, и полиции». На следующий день, однако, он отказался от своих слов, сказав, что его слова были неправильно поняты[12].
- 11 декабря 1935 года полиция Нью-Йорка сообщила прессе, что около шести месяцев тому назад в правоохранительные органы поступило сообщение о том, что Дороти Арнольд была замечена на Пятой авеню и 53-й улице. В течение нескольких часов сыщики стояли на этих улицах, вглядываясь в лица прохожих, но никаких результатов не достигли[1].

## В популярной культуре
- В 2009 году история исчезновения Дороти Арнольд легла в основу теленовеллы Жаклин Дэвис Lost (ISBN 978-0-7614-5535-6), где была переплетена с пожаром на фабрике «Трайангл»